# 黒田直養
黒田 直養（くろだ なおたか）は、上総久留里藩の第9代（最後）の藩主。久留里藩黒田家10代。

## 略歴
嘉永2年（1849年）4月8日、第5代藩主・直方の七男・直古の妾腹の長男として江戸下谷邸で生まれる。文久2年（1862年）閏8月25日、第8代藩主・直和の養子となる。
慶応元年（1865年）5月1日、将軍・徳川家茂に御目見をする。同年12月25日、従五位下・筑後守に叙位任官する。慶応2年（1866年）4月2日、直和が病気を理由に隠居したため、家督を継いだ。慶応4年（1868年）2月、第15代将軍・徳川慶喜が上野寛永寺に謹慎したとき、榊原政敬と共にその警護を務めた。閏4月には新政府に恭順した。明治2年（1869年）6月20日、版籍奉還により久留里藩知事に任じられ、明治4年（1871年）7月の廃藩置県で免職となる。
明治10年（1877年）6月2日、隠居し、子がなかったため、義妹の鏻子（れいこ、養父直和の次女）に家督を譲る。後に鏻子は宗義和の六男・和志を夫に迎えて、黒田家を継承させている。明治11年（1878年）6月10日に別家した。隠居および別家は債務問題のためであった。晩年は久留里で余生を送った。大正8年（1919年）11月29日に死去、享年71。
甥の宗武志（黒田和志の四男）は対馬府中藩宗家第37代当主で伯爵、麗澤大学名誉教授。

## 系譜
父母
- 黒田直古（実父）
- 満寿 ー 松永氏、側室（実母）
- 黒田直和（養父）

正室
- 堀清子 ー 堀直央の娘

養女
- 黒田鏻子 ー 子爵黒田和志夫人、黒田直和の次女

| 当主          | 当主                           | 当主          |
| ------------- | ------------------------------ | ------------- |
| 先代 黒田直和 | 久留里藩黒田家 1886年 - 1877年 | 次代 黒田鏻子 |